# Minoru Shiraishi
Minoru Shiraishi (白石 稔 Shira'ishi Minoru?) es un seiyū nacido el 18 de octubre de 1978 en Shikokuchūō, Ehime. Está afiliado a Pro-Fit (Antiguamente a I'm Enterprise). Es conocido por el rol de él mismo en Lucky Star, de Taniguchi en Suzumiya Haruhi no Yūutsu y de "Sakamoto" en "Nichijou".

## Filmografía
En gris oscuro las series donde ha obtenido un papel protagonista.

### Anime
| Año             | Serie                                                 | Personaje |
| --------------- | ----------------------------------------------------- | --- |
| TV Anime        |                                                       | |
| 2003            | D•N•Angel                                             | Takeshi Saehara |
| 2004            | Area 88                                               | Operador |
| 2004            | Sōkyū no Fafner                                       | Kenji Kondou |
| 2005            | Bobobo-bo Bo-bobo                                     | Superconejo, Enrollo |
| 2005            | Mahō Sensei Negima                                    | Seruhiko-sensei |
| 2005            | Shuffle!                                              | Sue Nakabayashi [ep 5] |
| 2006            | Suzumiya Haruhi no Yūutsu                             | Taniguchi |
| 2007            | CLANNAD                                               | Estudiante [ep 1]; Guardaespaldas [eps 6-7] |
| 2007            | Gakuen Utopia Manabi Straight!                        | Joven [ep 11] |
| 2007            | Jigoku Shōjo: Futakomori                              | Kazuki [ep 14] |
| 2007            | Lucky☆Star                                            | Minoru Shiraishi; Pareja (Hombre) [ep 9]; Estudiante [ep 10]; Empleado B [eps 10, 12]; Participante B [ep 12]; Periodista de TV [ep 12]; Voz del juego [ep 14]; Empleado [ep 16]; Voz de TV [ep 16] |
| 2008            | CLANNAD                                               | Mánager de la Tienda de Música A [ep 13]; Miembro del Equipo de Baloncesto [ep 16]; Miembro del Equipo de Béisbol [ep 18]; Periodista de TV [ep 19]; Cliente [ep 23]                                |
| 2008            | CLANNAD: After Story                                  | Miembro del Club de Fútbol [ep 4); Delincuente [eps 7-8]; Empleado [eps 10-11, 15] |
| 2008            | Ga-rei                                                | Kazuki Sakuraba, Kensuke Nimura |
| 2008            | Jigoku Shōjo: Mitsuganae                              | Washizu Takateru [ep 7] |
| 2008            | Noramimi                                              | Handa |
| 2008            | Yozakura Quartet                                      | Empleado [ep 4] |
| 2009            | CLANNAD: After Story                                  | Estudiante [ep 23] |
| 2009            | Kiddy Girl-and                                        | Mi Nourose; Mistral; Shiraishi [ep 6]; Triunfo [eps 7, 9]; Typhon |
| 2009            | Princess Lover!                                       | Haruhiko Nezu |
| 2009            | Saki                                                  | Comentarista |
| 2009            | Sora o Miageru Shōjo no Hitomi ni Utsuru Sekai        | Guridori |
| 2009            | Suzumiya Haruhi no Yūutsu 2009                        | Taniguchi |
| 2010            | K-ON!!                                                | Periodista [ep 23] |
| 2010            | Ōkami Kakushi                                         | Muneyoshi Ogasawara [ep 1] |
| 2010            | Seitokai Yakuindomo                                   | Kenji Yanagimoto; Furge [ep 13]; Santa Claus [ep 11] |
| 2011            | Fractale                                              | Gowan [eps 9-11] |
| 2011            | Hen Zemi                                              | Yesterday Taguchi |
| 2011            | Kyōkai Senjō no Horizon                               | Ginji Ohiroshiki |
| 2011            | Nichijou                                              | Sakamoto-san |
| 2011            | Steins;Gate                                           | 4 °C [ep 17] |
| 2011            | Sket Dance                                            | Masahiro Yamamoto, Heta P-kun, carpa cáliz grueso-kun, fantasma, monstruo, profesor |
| 2011            | Nichijō                                               | Sakamoto, Oguri Cap |
| 2011            | Hen Zemi                                              | Taguchi |
| 2011            | Maken-ki!                                             | Tanaka |
| 2011            | Mirai Nikki                                           | Príncipe Takasaka |
| 2011            | Morita-san wa Mukuchi                                 | Dueño de la tienda de la torta |
| 2012            | Area no Kishi                                         | Nakatsuka Kota |
| 2012            | Kyōkai Senjō no Horizon II                            | Ginji Ohiroshiki |
| 2012            | Shin-chan                                             | Hombre C |
| 2012            | Sket Dance                                            | Satoshi, Shakariki natillas BOY, Kiyoshi Michael Berger, madre de Haruko, play-by-play, el misterio del hombre, el hombre                                                                           |
| 2012            | Detective Conan                                       | Kei Yabe |
| 2013            | Shin-chan                                             | Hermano mayor |
| 2013            | Photo Kano                                            | Nakagawa Futoshi |
| 2013            | Yahari Ore no Seishun Love Come wa Machigatteiru      | Oka |
| 2014            | -Saki-                                                | Uchiki Ichita |
| 2014            | Seitokai Yakuindomo                                   | Yanagimoto Kenji |
| 2014            | Super Sonico                                          | subordinados |
| 2014            | Duel Masters                                          | Hattori |
| 2014            | Tokyo ESP                                             | |
| 2014            | Tonari no Seki-kun                                    | Uzawa Akira |
| 2014            | Buddy Complex                                         | Ogi-zaka Saburo |
| 2014            | Break blade                                           | Nilo Sutoraizu |
| 2014            | Maken-ki!                                             | Tanaka |
| 2014            | Detective Conan                                       | Migita Toshihiko |
| 2015            | Sōkyū no Fafner                                       | Kondo Kentsukasa |
| 2015            | Nagato Yuki-chan no Shōshitsu                         | Taniguchi |
| 2015            | Detective Conan                                       | Someya Ryuta |
| 2015            | Yahari Ore no Seishun Love Come wa Machigatteiru Zoku | Oka |
| 2019            | Ultraman                                              | Shiraishi |
| 2019            | Arifureta Shokugyō de Sekai Saikyō                    | Daisuke Hiyama |
| Películas Anime |                                                       | |
| 2009            | Tenjōbito to Akutobito Saigo no Tatakai               | Guridori |
| 2010            | Broken Blade                                          | Nair Stryze |
| 2010            | Sōkyū no Fafner: Dead Aggressor: Heaven and Earth     | Kenji Kondou' |
| 2010            | Suzumiya Haruhi no Shoushitsu                         | Taniguchi |
| OVA             |                                                       | |
| 2008            | Lucky☆Star OVA                                        | Minoru Shiraishi |
| 2010            | Hen Zemi                                              | Yesterday Taguchi |
| 2010            | Mirai Nikki                                           | Ouji Kosaka |
| 2011            | Hen Zemi 2                                            | Yesterday Taguchi |
| 2011            | Nichijou                                              | Sakamoto-san |
| 2011            | Seitokai Yakuindomo                                   | Kenji Yanagimoto |
| Web Anime       |                                                       | |
| 2009            | Suzumiya Haruhi-chan no Yuutsu                        | Taniguchi, Kimidori-san, Público [ep 21] |
| 2009            | Nyorōn Churuya-san                                    | Taniguchi, Ratón [ep 12] |

### Videojuegos
| Año  | Serie                                     | Personaje               |
| ---- | ----------------------------------------- | ----------------------- |
| 2002 | Mobile Suit Gundam: Lost War Chronicles   | Anish Roffman           |
| 2003 | D•N•Angel: Kurenai no Tsubasa             | Takeshi Saehara         |
| 2004 | Tales of Rebirth                          | Hack                    |
| 2005 | Blue Flow                                 | Jerid = Tsar            |
| 2005 | Gundam Battle Tactics                     | Anish Roffman           |
| 2005 | Mobile Suit Gundam 0079: Card Builder     | Anish Roffman           |
| 2005 | Sōkyū no Fafner                           | Kenji Kondou            |
| 2005 | Tales of the Abyss                        | Hyman                   |
| 2006 | Ace Combat Zero: The Belkan War           | Soldados Belka          |
| 2006 | Final Fantasy XII                         | Tropas imperiales       |
| 2007 | Lucky☆Star no Mori                        | Minoru Shiraishi        |
| 2007 | SD Gundam G Generation                    | Anish Roffman           |
| 2007 | Spectral Gene                             | Campanula               |
| 2007 | Suzumiya Haruhi no Yakusoku               | Taniguchi               |
| 2008 | Asaki, Yumemishi                          | Fuuki                   |
| 2008 | Lucky☆Star: Ryōō Gakuen Ōtōsai            | Minoru Shiraishi        |
| 2008 | Suzumiya Haruhi no Tomadoi                | Taniguchi               |
| 2009 | Lucky☆Star: Net Idol Meister              | Minoru Shiraishi        |
| 2009 | Ōkami Kakushi                             | Muneyoshi Ogasawara     |
| 2009 | Onegai Naisho Shitene SS                  | Hebita                  |
| 2009 | Steins;Gate                               | 4 °C                    |
| 2009 | Suzumiya Haruhi no Chokuretsu             | Taniguchi               |
| 2009 | Suzumiya Haruhi no Gekidou                | Policía                 |
| 2009 | Suzumiya Haruhi no Heiretsu               | Taniguchi               |
| 2010 | Koiken! Second Stage                      | Shuzo Tsurumaki         |
| 2010 | Lucky☆Star: Ryōō Gakuen Ōtōsai Portable   | Minoru Shiraishi        |
| 2010 | Maou-sama wa Joshi Kōsei!?                | Rikito Hebita           |
| 2010 | Onegai Naisho ni Shite ne Kiss            | Rikito Hebita           |
| 2010 | Princess Lover!: Eternal Love For My Lady | Haruhiko Nezu           |
| 2011 | Nichijou: Uchuujin                        | Sakamoto-san            |
| 2011 | Steins;Gate Hiyoku Renri no Darling       | 4 °C                    |
| 2011 | Suzumiya Haruhi-chan no Mahjong           | Taniguchi, Kimidori-san |
| 2011 | Suzumiya Haruhi-chan no Tsuisou           | Taniguchi               |

### Drama CD
| Año  | Nombre                                                | Volumen                                               | Personaje          |
| ---- | ----------------------------------------------------- | ----------------------------------------------------- | ------------------ |
| 2003 | D•N•Angel                                             | CD Drama 1 "Cute"                                     | Takeshi Saehara    |
| 2003 | D•N•Angel                                             | CD Drama 2 "Sweet"                                    | Takeshi Saehara    |
| 2005 | Sōkyū no Fafner Drama CD                              | Vol. 1 STAND BY ME                                    | Kenji Kondou       |
| 2006 | Sōkyū no Fafner Drama CD                              | Vol. 2 GONE/ARRIVE                                    | Kenji Kondou       |
| 2007 | GUNSLINGER GIRL SONORO "Kabe no Mukou, Sekai no Hate" | GUNSLINGER GIRL SONORO "Kabe no Mukou, Sekai no Hate" | Alessandro         |
| 2007 | Suzumiya Haruhi no Yūutsu Drama CD: Sound Around      | Suzumiya Haruhi no Yūutsu Drama CD: Sound Around      | Taniguchi          |
| 2008 | Metal Slader Glory                                    | Metal Slader Glory                                    | Gen Lunkle         |
| 2010 | Hoshi no Samidare Drama CD                            | Hoshi no Samidare Drama CD                            | Mikasuki Shinonome |

### Radio
| Programa                                                                 | Emisora                        | Fecha de emisión        | Fecha de emisión         |
| Programa                                                                 | Emisora                        | Inicio                  | Fin                      |
| ------------------------------------------------------------------------ | ------------------------------ | ----------------------- | ------------------------ |
| Lucky☆Channel                                                            | Radio Kansai, Lantis web radio | 5 de enero de 2007      | 28 de septiembre de 2007 |
| Lucky☆Channel - Ryouou Gakuen Hokago no Tsukue-                          | Radio Kansai, Lantis web radio | 5 de octubre de 2007    | 28 de diciembre de 2007  |
| Shin Lucky☆Channel                                                       | Radio Kansai, Lantis web radio | 4 de enero de 2008      | 28 de marzo de 2008      |
| Ganso Lucky☆Channel                                                      | Radio Kansai, Lantis web radio | 4 de abril de 2008      | 27 de junio de 2008      |
| SMGTV -Shiraishi Minoru no Genki ni Naru TV-                             | Onsen Radio                    | 25 de julio de 2008     | 31 de octubre de 2008    |
| Ga-Rei: Zero Cho Shizen Saigai Radio Taisakushitsu                       | Lantis web radio               | 18 de octubre de 2008   | 27 de junio de 2009      |
| Sora Age Radio (Sora o Miageru Shōjo no Hitomi ni Utsuru Sekai no Radio) | Lantis web radio               | 21 de febrero de 2009   | 25 de julio de 2009      |
| Radio "Kiddy Girl-and" GTO Kissashitsu "Tatchi&Go"                       | Lantis web radio               | 13 de noviembre de 2009 | 26 de marzo de 2010      |
| Shiraishi Minoru no Gachimuchi Radio                                     | Lantis web radio               | Junio de 2010           |                          |
| Nichijou no Radio                                                        | Lantis web radio               | Febrero de 2011         |                          |
| Hen Rabo                                                                 | Animate TV                     | Marzo de 2011           |                          |

## Discografía

### Miniálbumes
| # | Lanzamiento          | Título           | Catálogo   |
| - | -------------------- | ---------------- | ---------- |
| 1 | 9 de febrero de 2011 | Dashichaimashita | LACA-15093 |

### Character Songs
| Año  | Volumen                                                                    | Personaje        |
| ---- | -------------------------------------------------------------------------- | ---------------- |
| 2007 | Radio Lucky Channel Opening Theme: Aimai Net Darling                       | Minoru Shiraishi |
| 2007 | Motteke! Sailor Fuku Re-mix 001                                            | Minoru Shiraishi |
| 2007 | Shiraishi Minoru no Otoko no Lullaby                                       | Minoru Shiraishi |
| 2007 | Lucky Star Re-Mix002                                                       | Minoru Shiraishi |
| 2007 | Lucky Star Character Song Vol. 012 - Yui Narumi & Nanako Kuroi             | Minoru Shiraishi |
| 2008 | Lucky☆Star Music Fair                                                      | Minoru Shiraishi |
| 2009 | Ga-rei Zero: Character Song Vol. 3 - Kazuki Sakuraba & Noriyuki Iizuna     | Kazuki Sakuraba  |
| 2009 | Suzumiya Haruhi no Yūutsu Character Song Vol. 7 Taniguchi                  | Taniguchi        |
| 2010 | Kiddy Girl-and Character Song Vol. 4 - Alisa & Belle & Mi Nourose          | Mi Norouse       |
| 2011 | Nichijou Character Song Vol. 1                                             | Sakamoto-san     |
| 2011 | Nichijou Character Song Vol. 3 "Sakamoto-san no Nya to Iutodemo Omotta ka" | Sakamoto-san     |